# 六甲有料道路

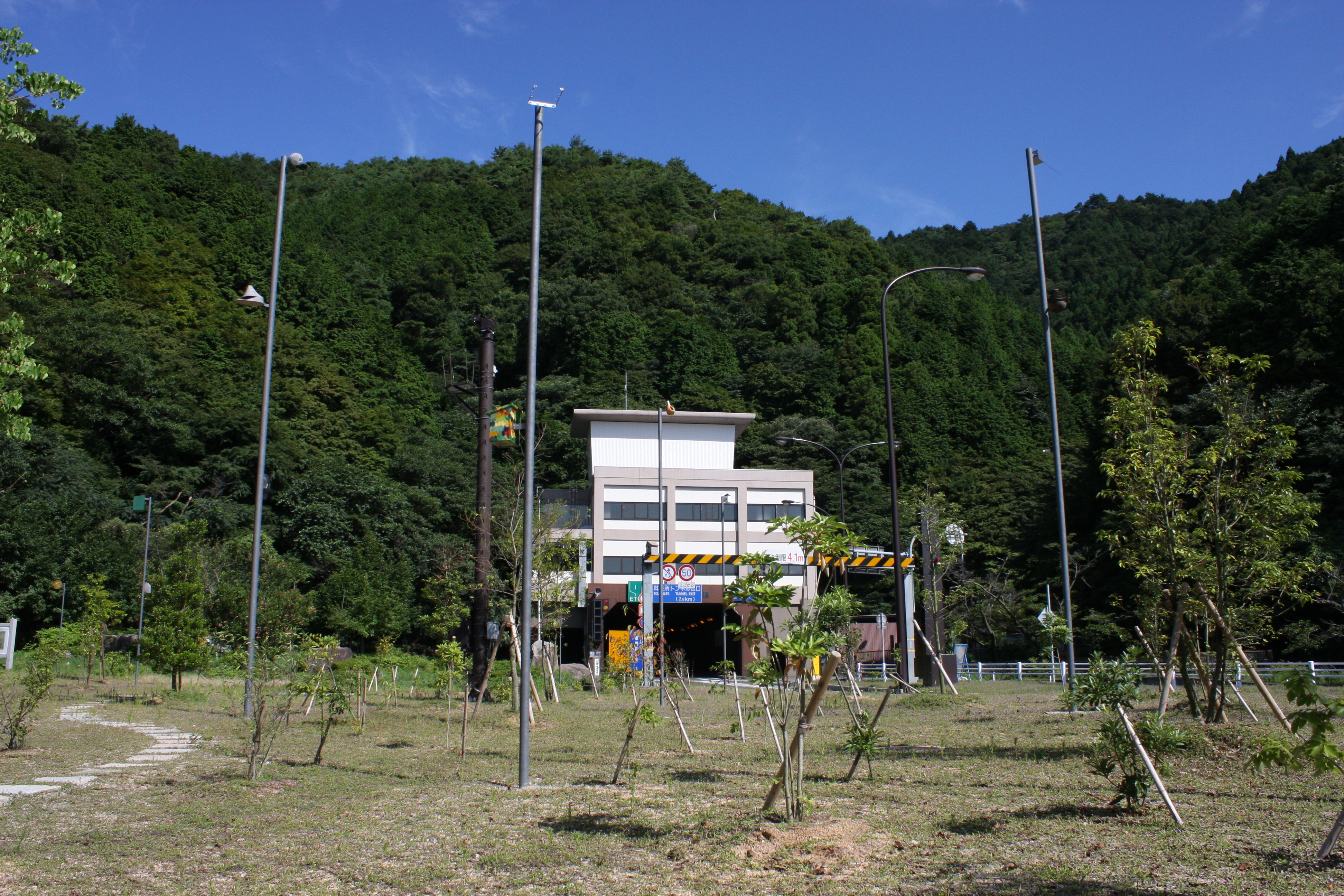
六甲山トンネル南側入口

六甲有料道路を含む阪神地域の主な有料道路

六甲有料道路（ろっこうゆうりょうどうろ）は、1967年（昭和42年）に開通した、六甲山を貫いて兵庫県神戸市北区有野町から灘区高羽を結ぶ、延長7.8 kmの有料道路である。神戸市道路公社が管理している。
区間の大部分を「六甲山トンネル」が占めている。

## 概要
兵庫県道95号灘三田線および六甲有料道路の一部で、東西に長く伸びる六甲山の南側（神戸市灘区）と北側（神戸市北区）を結んでいる。トンネルは2車線でほぼ直線で六甲山を南北に貫かれている。中腹に建設されたトンネルである為、南側入口まではヘアピンカーブや傾斜のきつい登坂が連続する。
市街地中心に直結している阪神高速32号新神戸トンネルに比べ通行料金が比較的安価であり、直結する六甲北有料道路や阪神高速7号北神戸線を通じ中国自動車道や山陽自動車道へ接続しており、市街地を通過せずに神戸淡路鳴門自動車道などへのアクセスも可能である。
北側料金所付近で裏六甲ドライブウェイと、南側トンネル出入口付近で表六甲ドライブウェイと結ばれている。但し北側入口からトンネルに進入した場合、南側出口での車線の関係で山上方面への表六甲ドライブウェイには直接乗り入れはできない。なお、軽車両以下（自転車など）および徒歩での通行はできない。
六甲山を南北に縦断する道路トンネルとしては他に、新神戸トンネルが新神戸と箕谷間、西宮北道路が西宮市と同、船坂町を南北に貫いており、芦有ドライブウェイも芦屋市～神戸市北区有馬町間を六甲山頂上付近下を抜けるトンネルがある。また、六甲山を東西を結ぶ道路トンネル群には山麓バイパスがあり、2018年4月1日に無料開放された西宮北道路を除き、いずれの道路も有料トンネルである。

## 歴史
- 1967年（昭和42年）3月25日 - 供用を開始する[1]。

## 別名
- 兵庫県道95号灘三田線
- 六甲山トンネル

## 料金所・通行料金
料金所は南側入口、北側入口でそれぞれゲートが存在していたが、現在は北側入り口側に集約されておりETCの利用が可能である。また時間帯で通行料金が区分されており、朝夕210円、閑散時間帯は110円（いずれも普通車、2024年6月現在）である。
2002年（平成14年）6月1日に料金体系の見直しが有り、朝夕のラッシュ時以外の料金が乗用車・軽自動車・二輪が半額になるとともに表・裏六甲ドライブウェイは無料化された。
なお、料金所の存在しない唐櫃 - 唐櫃南間の利用は無料である。同区間には交差点や沿道施設が存在するような沿線環境となっており、地図によっては一般道路として描画されている例もある。

## インターチェンジなど
| 施設名               | 全長(ｍ) | 接続路線名                            | 備考                    |
| -------------------- | -------- | ------------------------------------- | ----------------------- |
| 新土橋出入口         |          |                                       |                         |
| 新土橋               | 43ｍ     |                                       |                         |
| 新六甲大橋下交差点   |          | 表六甲ドライブウェイ 神戸六甲線       |                         |
| 新六甲大橋           | 137ｍ    |                                       |                         |
| 六甲山南トンネル入口 |          | 表六甲ドライブウェイ                  |                         |
| 六甲山トンネル       | 2855ｍ   |                                       |                         |
| 六甲山トンネル料金所 |          | 裏六甲ドライブウェイ                  |                         |
| 唐櫃南インター       |          | 阪神高速道路7号北神戸線からと西出入口 | 姫路方面出入口のみ      |
| からと東出入口       |          | 阪神高速道路7号北神戸線               | 有馬口JCT方面出入口のみ |
| 唐櫃インター         |          | 六甲北有料道路                        |                         |